# Григорьево (Кимрский район)
Григо́рьево — деревня в Кимрском районе Тверской области. Входит в состав Титовского сельского поселения.

## География
Деревня находится в юго-восточной части Тверской области, на расстоянии приблизительно 4 км (по прямой) к востоку от станции Савёлово в городе Кимры, административном центре района.

### Часовой пояс
Деревня Григорьево, как и вся Тверская область, находится в часовой зоне МСК (московское время). Смещение применяемого времени относительно UTC составляет +3:00.

## История
Впервые упоминается в 1635 году, было учтено 3 двора, проживало 9 человек. В 1859 году в деревне Калязинского уезда Тверской губернии насчитывалось 22 двора, проживало 146 человек.

## Население
| 2010 |
| ---- |
| 9    |

### Национальный состав
Согласно результатам переписи 2002 года, в национальной структуре населения русские составляли 100 % из 11 чел.